# Лібераче
Liberace (справжнє ім'я — Волтер Валентіно Лібераче) (нар.16 травня 1919, Вест-Елліс, Вісконсин — пом.4 лютого 1987, Палм-Спрінгс) — американський музикант і шоумен польсько-італійського походження.

## Біографія
Народився 16 травня 1919 у штаті Вісконсин, в сім'ї Сальваторе та Френсіс Лібераче. Батько Волтера був музикантом, виступав у військовому оркестрі Джона Філліпа (John Phillip Sousa Marching Band). Мати також була музикантом, грала на піаніно. Брат та сестра Лібераче так само мали музичний талант.
Знаменитий польський піаніст Ігнацій Ян Падеревський, відвідавши родину Лібераче, порекомендував Волтерові поступати до музичної консерваторії Вісконсина (Wisconsin Conservatory of Music). Волтер, крім навчання в консерваторії, отримував також приватні уроки музики. У віці 20 років відбувся його музичний дебют — як соліст він виступив разом з Чиказьким симфонічним оркестром (Chicago Symphony) під керівництвом Фредеріка Стока. У 1940 виступав у Нью-Йорк Плаза Хотел як піаніст, через п'ять років повернувся з власним піаніно, що було більшим за звичайний розмір, а також підсвічником (канделябром), що став його «візитною карткою» під час виступів. Згідно з порадами Падеревського Волтер «ліквідував» свої перші два імені — таким чином з'явився його загальновідомий псевдонім Liberace. 
У 1950 відбувся кінодебют Liberace — у стрічці «Грішник Південного моря» (англ. South Sea Sinner) він зіграв роль піаніста, що виступав у дешевому барі. Трохи пізніше, під час виступів у готелі «Дель Коронадо» був помічений телевізійним продюсером Доном Федерсоном. Після цього на лос-анджелеському телебаченні почало транслюватися шоу за участю Liberace, яке згодом стало популярним, а сам Liberace отримав за нього дві премії «Еммі». У 1952 відбувся дебют Liberace як шоумена на телебаченні. Він застосовував унікальний на той час метод «спілкування» з глядачами «один на один», завдяки чому став першою телевізійною іконою денного телебачення в повному значенні цього слова. 
У 1953 Liberace виступив у заповненому Карнеґі-холі та деякий час тримав рекорд відвідуваності глядачів — 17 тисяч чол. у Медісон Сквер Ґардені (цим показником він побив навіть рекорд Падеревського). Пізніше цей показник зріс до 20 тис. глядачів (у Голлівуд Боул) та 110 тис. (на Солдатському полі Чикаго (Chicago's Soldiers Field)). У 1955 музикант виступив у Лас-Вегас Рів'єра Хотел як найбільш високооплачуваний конферансьє в історії міста. В цьому ж році Liberace знявся у кінострічці «Щиро твій» (англ. «Sincerely Yours»).
У 1960 Liberace повернувся до денного телебачення. У 1968 вирушив до Європи, де виступив перед лондонською аудиторією. У 1971 відвідав Австралію, у 1972 виконав Королівську командну виставу (Royal Command Performance) у Лондоні. В цей же час написав автобіографію «Liberace», яка стала його другою книжкою та набула успіху серед читачів; перша ж його книжка — «Liberace Cooks» — передруковувалася сім разів. 
У 1976 була опублікована третя книжка Liberace — «The Things I Love» («Те, що я люблю»). З 1976 по 1979 «Журнал сучасних клавішних інструментів» (Contemporary Keyboard Magazine) оголошував музиканта «Клавішником року» («Pop Keyboard Artist of the Year»). У 1978 Liberace знову повернувся на американське телебачення.
У 1980 у Лас-Вегасі музиканта було проголошено Зіркою року та Естрадною персоною року одночасно. У 1981 йому було вручено премію «Золотий Майк» («Golden Mike»). 
У 1984 відбулася перша зустріч з участю музиканта у нью-йоркському Radio City Music Hall, яка за відвідуваністю встановила найбільший рекорд за всю історію закладу: прийшло більш ніж 80 тис. глядачів. 16 жовтня — 2 листопада 1986 відбулися останні виступи у Радіо Сіті М'юзик Холі. Після цього він вирушив у тур в підтримку своєї четвертої книжки «The Wonderful Private World of Liberace» («Чудове приватне життя Liberace»), який охоплював чотири міста.

## Хвороба та смерть
Ще у 1950-х Liberace виграв судову справу проти таблоїда «The Daily Mirror», який підозрював музиканта у гомосексуальності. Проте, Liberace мав гомосексуальну орієнтацію та протягом п'яти років мав відносини з чоловіком — Скоттом Торсоном, який і підтримав його у цій судовій справі. При цьому імідж музиканта як гетеросексуала продовжував підтримуватися публічно.
Починаючи з 1980-х стан здоров'я музиканта погіршувався. Він почав втрачати вагу та загалом виглядав виснаженим. Сестра музиканта Анджеліна, дізнавшись про його становище, почала наполягати, щоб він звернувся до медичного центру Ейзенхауер (Eisenhower Medical Center), що у Ранчо Міраж. Звістка про госпіталізацію музиканта потрапила до преси. Лікарі поклали музиканта на карантин, і це підтвердило чутки, що музикант хворий на СНІД. Вдень 4 лютого 1987, у присутності сестри Анджеліни Фаррел, невістки Дори Лібераче та подруги Джеймі Вайатт Liberace помер у віці 67 років від серцевої недостатності, гострої енцефалопатії й апластичної анемії, що виникли на фоні СНІДу. Похований на цвинтарі Forest Lawn Memorial Park, що на Голлівудських пагорбах.

## Нагороди
Протягом свого життя та музичної кар'єри Liberace отримав звання Музикант року, Найкраще вдягнутий конферансьє, Конферансьє року, дві нагороди Еммі, шість Золотих альбомів, а також дві зірки на Алеї Слави Голівуду. Також значився у Книзі світових рекордів Гіннесса як найбільш оплачуваний музикант та піаніст. 

## Цікаві факти
- У чотири роки міг підібрати на слух будь-яку мелодію
- У вищій школі мав музичний гурт під назвою «The Mixers»
- В молоді роки працював піаністом у нічному клубі під іменем Волтер Бастеркіс
- У 1969 був визнаний одним з п'яти найбільш оплачуваних конферансьє у шоу-бізнесі
- У 1970-х витратив щонайменше 100 тис. доларів на яскравий одяг, парчу, діаманти та костюми з прикрасами
- Liberace був темою 50-хвилинного документального фільму компанії «Бі-Бі-Сі» під назвою «Too Much of Everything is Wonderful», показаного на британському телебаченні 23 травня 2000
- Закінчував концерти фразою «Я вас ще побачу» («I'll Be Seeing You»)
- При народженні отримав ім'я Владзю Валентіно Лібераче (Wladziu Valentino Liberace), однак пізніше музикант змінив своє перше ім'я на Волтер, тим не менш його друзі та родичі знали його як Лі
- Був спародований у деяких мультфільмах про Баґса Банні
- Останній виступ музиканта відбувся 2 листопада 1986 у Радіо Сіті М'юзик Холі, що у Нью-Йорку
- За канделябрами — американський художній телефільм режисера Стівена Содерберга, що вийшов на екрани у 2013. Сценарій створено Річардом Лагравенезе за книгою Скотта Торсона і Алекса Торлейфсона «За канделябрами: Моє життя з Лібераче» (англ. Behind the Candelabra: My Life With Liberace), виданою в 1988.

## Альбоми
- Liberace and the London Philharmonic
- Liberace Remembered
- Best of Liberace
- A Brand New Me
- Liberace Americana
- Liberace at the Hollywood Bowl
- Liberace at the Piano/Evening with Liberace
- Liberace Latin Favorites
- Liberace Plays the Classics
- Liberace Ragtime
- Liberace – The Golden Age of Television
- Liberace’s Greatest Hits
- The Legendary Liberace

## Кінострічки
| Рік  | Фільм                        | Роль          |
| ---- | ---------------------------- | ------------- |
| 1950 | South Sea Sinner             |               |
| 1955 | Sincerely Yours              | Ентоні Воррін |
| 1965 | When the Boys Meet the Girls | Грає сам себе |
| 1965 | The Loved One                |               |

## Телебачення
| Рік              | Передача                                     |
| ---------------- | -------------------------------------------- |
| 1949             | Don Otis Show                                |
| 1951             | Footlight Varieties                          |
| 1952             | All Star Revue                               |
| 1952             | Frank Sinatra Show                           |
| 1954             | Colgate Comedy Hour                          |
| 1954             | Jack Benny Show                              |
| 1955, 1962, 1970 | Ed Sullivan                                  |
| 1956, 1962       | What’s My Line                               |
| 1956             | Jimmy Durante Show                           |
| 1957             | Jerry Lewis Show                             |
| 1957             | Shower of Stars                              |
| 1958             | You Asked for It                             |
| 1959             | Ernie Ford Show                              |
| 1960             | Steve Allen Show                             |
| 1962             | I’ve Got a Secret                            |
| 1962             | Tonight Show with Jack Paar                  |
| 1964, 1968       | Red Skelton Hour                             |
| 1964             | Another World                                |
| 1964             | Jack Paar Show                               |
| 1965             | Flintstones (голос Лібероцького)             |
| 1965, 1966, 1967 | The Hollywood Palace                         |
| 1966             | Batman                                       |
| 1966, 1968, 1969 | Dean Martin Show                             |
| 1967             | The Monkees                                  |
| 1967             | Jackie Gleason Show                          |
| 1967             | Gypsy Rose Lee Show                          |
| 1968, 1969       | Rowan & Martin’s Laugh-In                    |
| 1968, 1974       | Mike Douglas Show                            |
| 1969             | Liberace Show in England                     |
| 1970             | Dick Cavett Show                             |
| 1970             | Here’s Lucy                                  |
| 1970             | Andy Williams Show                           |
| 1970, 1972       | David Frost Show                             |
| 1972-1986        | Tonight Show with Johnny Carson (20 сезонів) |
| 1977             | Dinah Shore Show                             |
| 1977             | Merv Griffin Show                            |
| 1978             | Kojak                                        |
| 1978             | Muppet Show                                  |
| 1980             | Saturday Night Live                          |
| 1981             | Lily Tomlin                                  |
| 1983             | Good Morning America                         |
| 1984, 1985       | Late Night with David Letterman              |
| 1985             | Entertainment Tonight                        |
| 1985             | Phil Donahue Show                            |
| 1985             | Wrestlemania                                 |